# 谢兆帅
谢兆帅（1983-），山东省临沂市费县人，作家，物理学爱好者。毕业于莱阳农学院。
著有《万有引力新论》，引起较大争议。

## 个人生活
据报道，谢兆帅是一个“相貌身材都很大众化的人”，从事板材加工生产行业，在同乐庄村头经营一所小工厂，但生意不佳。其父把工厂经营不善的原因归咎于谢兆帅“不务正业”，而谢兆帅本人则认为工厂状况是出于客观原因。

## 观点
谢兆帅在其著《万有引力新论》中认为，物体的运动质量（虚拟质量）由物体的电量赋予，而不是物体的质量。有质量有电量的物体不可能达到光速，有质量无电量的物体可以轻易达到光速。物体的质量在物体由零加速到光速时，恒定不变，但是物体的电量由零趋近无限大，增加的电量以增加虚拟质量的方式发挥作用。
他对牛顿第一定律、牛顿第二定律、牛顿第三定律、机械能守恒定律、量子力学定律、薛定谔方程等均提出了“修改”。
他认为其著作的出版，预示着作者将成为“世界科学发展史上年轻的物理学者(33岁)”，比爱因斯坦(37岁提出广义相对论)早4年，比牛顿(45岁发表《自然哲学的数学原理》)早12年。而书的内容简介中也提到，其不仅是“对传统物理学的最大挑战”，更是“对现代科学常识的最大革新”。

## 评论
谢兆帅的作品一经出版，便在网络上引发群嘲。不少网友将谢兆帅定义为“民科”，批评其理论。在豆瓣网上，满分为10分的评书系统中，网友给这本书打出了2.6分的低分。

1. ↑  .   [2022-04-09]. （原始内容存档于2020-01-26）.
2. 1 2  . m.iqilu.com.   [2022-10-27]. （原始内容存档于2022-10-27）.
3. 1 2 3  .   [2022-04-09]. （原始内容存档于2022-04-14）.
4. ↑  . book.douban.com.   [2023-12-22]. （原始内容存档于2023-12-22）.